# Giovanni Finetti
Giovanni Finetti (Venezia, 1529 – Venezia, 8 aprile 1613) è stato un avvocato e giurista italiano.
Tra i più importanti avvocati del foro veneziano tra la seconda metà del XVI e gli inizi del XVII secolo, si occupò della riorganizzazione completa della legislazione giuridica della Repubblica di Venezia, attività che iniziò nel 1609, e che dopo la sua morte, fu continuato e portato a termine da Marino Angeli.